# Rendita finanziaria
Una rendita finanziaria è una successione di importi, chiamate rate, da riscuotere (o da pagare) in epoche differenti, chiamate scadenze, a intervalli di tempo determinati. 
Una rendita S è quindi individuata da tre argomenti:
{\displaystyle R_{k}\;} : rata da riscuotere (o da pagare) alla scadenza {\displaystyle t_{k}\;}
{\displaystyle t_{k}\;} : scadenza, cioè il momento all'interno del k-esimo intervallo in cui viene riscossa (o pagata) la rata {\displaystyle R_{k}\;}
{\displaystyle n\;}: numero di rate totali
e si può indicare con {\displaystyle S=(R_{k},\;t_{k}\;)}  dove {\displaystyle k\;=0,1,2,...,n}

## Classificazione delle rendite
Una rendita può essere classificata in base alle caratteristiche dei suoi argomenti:
{\displaystyle \mathbf {n} } : numerosità delle rate
- Se n è un numero finito la rendita si chiama temporanea
  - Se n è stabilito a priori ed è indipendente da qualsiasi evento la rendita temporanea si dice certa
  - Se invece n non è stabilito a priori e dipende, ad esempio, dall'esistenza in vita di una persona si dice vitalizia

- Se n è infinito la rendita si chiama perpetua

{\displaystyle \mathbf {t_{k}} } : periodicità e scadenza
- Se le scadenze sono separate da un intervallo di tempo uguale la rendita è periodica e la quantità {\displaystyle p\;=\;t_{k}\;-\;t_{k-1}} corrisponde a un periodo:
  - Se p = 1 mese la rendita è detta mensile, se p = 1 anno la rendita è detta annuale, se p = 3 mesi la rendita è detta trimestrale e così via.

- Se la scadenza è fissata all'inizio di un intervallo di tempo la rendita è anticipata
- Se la scadenza è fissata al termine di un intervallo la rendita è posticipata

{\displaystyle \mathbf {R_{k}} } : decorrenza
- Se la prima rata viene riscossa (o pagata) all'inizio la rendita è detta immediata.

- Se la prima rata viene riscossa (o pagata) a cominciare da un certo istante {\displaystyle \;t_{p}} successivo a {\displaystyle \;t_{0}}, la rendita si dice differita di un periodo p.

Esempio:
È evidente che una rendita anticipata differita di un periodo p coincide con una rendita posticipata differita di un periodo p-1
- Una rendita può essere infine a rata costante se tutte le rate non nulle hanno lo stesso valore, oppure a rata variabile se non hanno lo stesso valore

## Valore di una rendita
Il valore {\displaystyle \;V(t_{j})} di una rendita finanziaria all'istante {\displaystyle \;t_{j}} è la somma dei montanti delle rate con scadenze antecedenti a {\displaystyle \;t_{j}}, dei valori attuali delle rate con scadenze successive a {\displaystyle \;t_{j}}, ed eventualmente della rata {\displaystyle \;R_{j}} con scadenza {\displaystyle \;t_{j}}
Nel caso più generale quindi:
{\displaystyle V(t_{j})=\sum _{k=0}^{j-1}R_{k}\;f(t_{j}\;-\;t_{k})\;+\;R_{j}\;+\sum _{k=j+1}^{n}R_{k}\;g(t_{k}\;-\;t_{j})}
dove 
{\displaystyle f(t_{j}\;-\;t_{k})} è il fattore di montante e {\displaystyle g(t_{k}\;-\;t_{j})} è il fattore di sconto nel regime di capitalizzazione prescelto.

### Valore attuale di una rendita
Il valore attuale di una rendita è il valore {\displaystyle \;V(t_{0})} calcolato al tempo {\displaystyle \;t=t_{0}} ed equivale alla somma dei valori attuali delle singole rate della rendita nel regime di capitalizzazione prescelto.

#### Regime di capitalizzazione composta
Nel caso di una rendita periodica posticipata immediata di n rate costanti, nel regime di sconto composto in cui il tasso di interesse, per un periodo {\displaystyle \;p=t_{k+1}-t_{k}}, è {\displaystyle \;i}, il fattore di sconto per un periodo p è
{\displaystyle g(t_{k}-t_{0})={\frac {1}{(1+i)^{k}}}}
quindi
{\displaystyle \;V(t_{0})=\sum _{k=0}^{n}R_{k}\;g(t_{k}\;-\;t_{0})=\;\sum _{k=0}^{n}R_{k}\;{\frac {1}{(1+i)^{k}}}}
essendo la rendita posticipata immediata e a rata costante: {\displaystyle \;R_{0}=0\quad } e {\displaystyle \;R_{1}=R_{2}=...=R_{n}=R}
{\displaystyle \;V(t_{0})=R\;\sum _{k=1}^{n}{\frac {1}{(1+i)^{k}}}}
osservando che
{\displaystyle \sum _{k=1}^{n}{\frac {1}{(1+i)^{k}}}} è una serie geometrica di ragione {\displaystyle v={\frac {1}{(1+i)}}}
e sapendo che per una serie geometrica
{\displaystyle \sum _{k=1}^{n}v^{k}\;=\;v\;{\frac {1-v^{n}}{1-v}}\;=\;\left({\frac {1}{1+i}}\right)\;{\frac {1-({\frac {1}{1+i}})^{n}}{1-{\frac {1}{1+i}}}}\;=\;{\frac {1-({\frac {1}{1+i}})^{n}}{i}}=a_{n^{\urcorner }i}}
Si consideri infatti una rendita periodica posticipata di n rate unitarie, quindi con {\displaystyle \;R=1}; il suo valore attuale si indica con {\displaystyle a_{n^{\urcorner }i}} (da leggersi come a posticipato, figurato n, al tasso i). In simboli:
{\displaystyle a_{n^{\urcorner }i}={\frac {1-({\frac {1}{1+i}})^{n}}{i}}={\frac {1-(1+i)^{-n}}{i}}}
quindi il valore attuale {\displaystyle \;V(t_{0})} di una generica rendita di n rate {\displaystyle \;R} costanti e posticipate si può scrivere
{\displaystyle \;V(t_{0})=R\cdot {\frac {1-(1+i)^{-n}}{i}}=R\cdot a_{n^{\urcorner }i}}
Si consideri ora il caso di una rendita, sempre periodica e unitaria, ma questa volta con n pagamenti periodali anticipati; il suo valore attuale si indica con {\displaystyle {\ddot {a}}_{n^{\urcorner }i}} (da leggersi come a anticipato, figurato n, al tasso i). In simboli:
{\displaystyle {\ddot {a}}_{n^{\urcorner }i}={\frac {1-({\frac {1}{1+i}})^{n}}{\frac {i}{1+i}}}={\frac {1-(1+i)^{-n}}{i(1+i)^{-1}}}={\frac {(1+i)[1-(1+i)^{-n}]}{i}}}
quindi il valore attuale {\displaystyle \;V(t_{0})} della generica rendita di n rate {\displaystyle \;R} costanti e anticipate si può scrivere
{\displaystyle \;V(t_{0})=R\cdot {\frac {(1+i)[1-(1+i)^{-n}]}{i}}=R\cdot {\ddot {a}}_{n^{\urcorner }i}}

#### Formule ed esempi
Valore attuale di una rendita posticipata a rate costanti al tasso i per n anni:
{\displaystyle \operatorname {V} \left({t_{0}}\right)={\frac {R\,\left(1-{\frac {1}{{\left(i+1\right)}^{n}}}\right)}{i}}}
Ad esempio calcolare il valore attuale di una rendita posticipata di 900 euro annue, che dura 17 anni, al tasso 7,15%. Utilizzando il software wxMaxima si ha:
```
i
:
0.0715
;

n
:
17
;

R
:
900
;

V
(
t_0
)
 
=
R
*
(
1
-
(
1
+
i
)
^-
n
)
/
i
;

(
i
)
	
0.0715

(
n
)
	
17

(
R
)
	
900

V
(
t_0
)
=
8696.338623521242

```

Rata costante di una rendita posticipata per n anni al tasso i con valore attuale V(t_0):
{\displaystyle R={\frac {i\,{{\left(i+1\right)}^{n}}\operatorname {V} \left({t_{0}}\right)}{{{\left(i+1\right)}^{n}}-1}}}
Numero di rate di una rendita posticipata al tasso i con rata R e valore attuale V(t_0):
{\displaystyle n={\frac {\log {\left({\frac {R}{R-i\operatorname {V} \left({t_{0}}\right)}}\right)}}{\log {\left(i+1\right)}}}}
Tasso di interesse di una rendita posticipata con rata R e valore attuale V(t_0) per n anni:
Ad esempio il valore attuale, calcolato un anno prima della scadenza della prima rata, di una rendita costituita da 9 rate, ciascuna di 300, è di 1929,868. Determinare quale tasso è stato usato per il calcolo del valore attuale. Utilizzando il software wxMaxima si ottiene un tasso del 7,3% :
```
V
:
1929.868
;

n
:
9
;

R
:
300
;

to_poly_solve
([
V
 
=
R
*
(
1
-
(
1
+
r
)
^-
n
)
/
r
],
 
[
r
]);

%
union
([
r
=
0.07300001206811242
],[
r
=
-0.7835774717891064
*
%
i
-0.9178453579311091
],[
r
=
-0.6467956796649063
*
%
i
-1.411920484012052
],[
r
=
-0.5890569779386072
*
%
i
-0.4132408829284167
],[
r
=
-0.2486807974679337
*
%
i
-1.715767757965928
],[
r
=
0.2486807974679337
*
%
i
-1.715767757965928
],[
r
=
0.5890569779386072
*
%
i
-0.4132408829284167
],[
r
=
0.6467956796649063
*
%
i
-1.411920484012052
],[
r
=
0.7835774717891064
*
%
i
-0.9178453579311091
])

```

Valore attuale di una rendita anticipata a rate costanti:
{\displaystyle \operatorname {V} \left({t_{0}}\right)={\frac {R\,\left(i+1\right)\,\left(1-{\frac {1}{{\left(i+1\right)}^{n}}}\right)}{i}}}
Ad esempio calcolare il valore attuale di una rendita annua, che ha 10 rate anticipate ciascuna di 1680 al 7%. Utilizzando il software wxMaxima si ha :
```
i
:
0.07
;

n
:
10
;

R
:
1680
;

V
(
t_0
)
 
=
R
*
(
1
+
i
)
*
(
1
-
(
1
+
i
)
^-
n
)
/
i
;

(
i
)
	
0.07

(
n
)
	
10

(
R
)
	
1680

V
(
t_0
)
=
12625.59017798044

```

Rata costante di una rendita anticipata per n anni al tasso i con valore attuale V(t_0):
{\displaystyle R={\frac {i\,{{\left(i+1\right)}^{n}}\operatorname {V} \left({t_{0}}\right)}{{{\left(i+1\right)}^{n+1}}-i-1}}}
Numero di rate di una rendita anticipata al tasso i con rata R e valore attuale V(t_0):
{\displaystyle n={\frac {\log {\left({\frac {Ri}{-i\operatorname {V} \left({t_{0}}\right)+Ri+R}}+{\frac {R}{-i\operatorname {V} \left({t_{0}}\right)+Ri+R}}\right)}}{\log {\left(i+1\right)}}}}

### Montante di una rendita
Il montante di una rendita è il valore {\displaystyle \;V(t_{n})} calcolato al tempo {\displaystyle \;t=t_{n}} ed equivale alla somma dei montanti delle singole rate calcolati al termine della rendita nel regime di capitalizzazione prescelto.

#### Regime di capitalizzazione composta
Nel caso del montante di una rendita periodica anticipata immediata di n rate, nel regime a interesse composto in cui il tasso di interesse, per un periodo {\displaystyle \;p=t_{k+1}-t_{k}}, è {\displaystyle \;i}, il fattore di montante è
{\displaystyle \;f(t_{n}-t_{k})=(1+i)^{n-k}}
quindi
{\displaystyle \;V(t_{n})=\;\sum _{k=0}^{n}R_{k}\;f(t_{n}\;-\;t_{k})=\;\sum _{k=0}^{n}R_{k}\;(1+i)^{n-k}}
essendo la rendita anticipata immediata e a rata costante l'ultima rata viene pagata all'istante {\displaystyle t_{n-1}}, quindi {\displaystyle \;R_{n}=0}, e {\displaystyle \;R_{0}=R_{1}=R_{2}=...=R_{n-1}=R}
{\displaystyle V(t_{n})=\;R\;\left[(1+i)^{n}+(1+i)^{n-1}+....+(1+i)\right]\;=\;R\;\sum _{k=1}^{n}\;(1+i)^{k}}
osservando che
{\displaystyle \sum _{k=1}^{n}\;(1+i)^{k}} è una serie geometrica di ragione {\displaystyle \;r=(1+i)}
e sapendo che per una serie geometrica
{\displaystyle \sum _{k=1}^{n}r^{k}\;=\;r\;{\frac {1-r^{n}}{1-r}}\;=\;(1+i){\frac {1-(1+i)^{n}}{1-(1+i)}}=\;(1+i){\frac {1-(1+i)^{n}}{-i}}=\;(1+i){\frac {(1+i)^{n}-1}{i}}={\ddot {s}}_{n^{\urcorner }i}}
Si consideri infatti una rendita periodica anticipata di {\displaystyle \;n} rate unitarie, quindi con {\displaystyle \;R=1}; il suo montante si indica con {\displaystyle {\ddot {s}}_{n^{\urcorner }i}} (da leggersi come s anticipato, figurato n, al tasso i). In simboli:
{\displaystyle {\ddot {s}}_{n^{\urcorner }i}={\frac {(1+i)^{n}-1}{\frac {i}{1+i}}}=(1+i)\cdot {\frac {(1+i)^{n}-1}{i}}={\frac {(1+i)[(1+i)^{n}-1]}{i}}}
quindi il montante {\displaystyle \;V(t_{n})} di una generica rendita di {\displaystyle \;n} rate {\displaystyle \;R} costanti e anticipate si può scrivere
{\displaystyle \;V(t_{n})=R\cdot {\frac {(1+i)[(1+i)^{n}-1]}{i}}=R\cdot {\ddot {s}}_{n^{\urcorner }i}}
Si consideri ora il caso di una rendita, sempre periodica e unitaria, ma questa volta con {\displaystyle \;n} pagamenti periodali posticipati; il suo montante si indica con {\displaystyle s_{n^{\urcorner }i}} (da leggersi come s posticipato, figurato n, al tasso i). In simboli:
{\displaystyle s_{n^{\urcorner }i}={\frac {(1+i)^{n}-1}{i}}}
quindi il montante {\displaystyle \;V(t_{n})} della generica rendita di {\displaystyle \;n} rate {\displaystyle \;R} costanti e posticipate si può scrivere
{\displaystyle \;V(t_{n})=R\cdot {\frac {(1+i)^{n}-1}{i}}=R\cdot s_{n^{\urcorner }i}}

#### Formule ed esempi
Montante di una rendita posticipata a rate costanti al tasso i per n anni:
{\displaystyle \operatorname {V} \left({t_{n}}\right)={\frac {R\,\left({{\left(i+1\right)}^{n}}-1\right)}{i}}}
Ad esempio calcolare il montante di una rendita posticipata di 225 euro annue, che dura 12 anni, al tasso 5,15%. Utilizzando il software wxMaxima si ha :
```
i
:
0.0515
;

n
:
12
;

R
:
225
;

V
(
t_n
)
 
=
R
*
((
1
+
i
)
^
n
-1
)
/
i
;

(
i
)
	
0.0515

(
n
)
	
12

(
R
)
	
225

V
(
t_n
)
=
3612.606469918203

```

Rata costante di una rendita posticipata per n anni al tasso i con montante V(t_n):
{\displaystyle R={\frac {i\operatorname {V} \left({t_{n}}\right)}{{{\left(i+1\right)}^{n}}-1}}}
Numero di rate di una rendita posticipata al tasso i con rata R e montante V(t_n):
{\displaystyle n={\frac {\log {\left({\frac {i\operatorname {V} \left({t_{n}}\right)}{R}}+1\right)}}{\log {\left(i+1\right)}}}}
Tasso di interesse di una rendita posticipata con rata R e montante V(t_n) per n anni:
Ad esempio il montante, calcolato un anno prima della scadenza della prima rata, di una rendita costituita da 12 rate, ciascuna di 225 euro, è di 3612,606. Determinare quale tasso è stato usato per il calcolo del montante. Utilizzando il software wxMaxima si ottiene un tasso del 5,15% ::
```
V
:
3612.606
;

n
:
12
;

R
:
225
;

to_poly_solve
([
V
 
=
R
*
((
1
+
r
)
^
n
-1
)
/
r
],
 
[
r
]);

%
union
([
r
=
0.05149997702944824
],[
r
=
-1.296632309996783
*
%
i
-1.253146252056517
],[
r
=
-1.205001868082515
*
%
i
-0.5451415647133405
],[
r
=
-0.9856479822954306
*
%
i
-1.908202369486541
],[
r
=
-0.7441198833435381
*
%
i
-0.0208893551040657
],[
r
=
-0.3668230430389623
*
%
i
-2.298370447418818
],[
r
=
0.3668230430389623
*
%
i
-2.298370447418818
],[
r
=
0.7441198833435381
*
%
i
-0.0208893551040657
],[
r
=
0.9856479822954306
*
%
i
-1.908202369486541
],[
r
=
1.205001868082515
*
%
i
-0.5451415647133405
],[
r
=
1.296632309996783
*
%
i
-1.253146252056517
])

```

Montante di una rendita anticipata a rate costanti:
{\displaystyle \operatorname {V} \left({t_{n}}\right)={\frac {R\left(i+1\right)\left({{\left(i+1\right)}^{n}}-1\right)}{i}}}
Ad esempio calcolare il montante di una rendita annua, che ha 13 rate anticipate ciascuna di 340 euro al 6%. Utilizzando il software wxMaxima si ha :
```
i
:
0.06
;

n
:
13
;

R
:
340
;

V
(
t_n
)
 
=
R
*
(
1
+
i
)
*
((
1
+
i
)
^
n
-1
)
/
i
;

(
i
)
	
0.06

(
n
)
	
13

(
R
)
	
340

(
%
o12
)
	
V
(
t_n
)
=
6805.12241594175

```

Rata costante di una rendita anticipata per n anni al tasso i con montante V(t_n):
{\displaystyle R={\frac {i\operatorname {V} \left({t_{n}}\right)}{\left(i+1\right)\left({{\left(i+1\right)}^{n}}-1\right)}}}

### Valore attuale di una rendita con rate variabili
Nelle sezioni precedenti si è visto che se i pagamenti sono periodici (annui, semestrali, ecc.) e le rate costanti è possibile ricavare formule in forma chiusa per il valore attuale e il montante di una rendita. Tuttavia, nella realtà, le rate possono variare. Se le rate sono variabili ma si ha periodicità delle scadenze e se le rate variano in modo "regolare", si possono ancora ricavare delle formule chiuse. Qui di seguito vengono proposti alcuni casi notevoli, nell'ipotesi di pagamenti annui posticipati. 

#### Valore attuale di una rendita con rate variabili in progressione aritmetica
Una rendita annua posticipata a rate variabili, con rate in progressione aritmetica di ragione {\displaystyle \Delta \in \mathbb {R} } e prima rata {\displaystyle \displaystyle R} (con la condizione che {\displaystyle R+(n-1)\Delta \geq 0}), ha valore attuale
{\displaystyle A:=Rv+(R+\Delta )v^{2}+\cdots +(R+(n-1)\Delta )v^{n}=\sum _{k=1}^{n}(R+(k-1)\Delta )v^{k}.}
dove {\displaystyle v={\frac {1}{1+i}}}.
Allora si ha: {\displaystyle A=R(v+v^{2}+\cdots +v^{n})+\Delta (v^{2}+2v^{3}+\cdots +(n-1)v^{n}).}
La sommatoria tra parentesi del primo addendo è il valore attuale di una rendita annua unitaria posticipata che già conosciamo. Sviluppiamo la sommatoria tra parentesi del secondo addendo. Scriviamo:
{\displaystyle S=v^{2}+2v^{3}+\cdots +(n-1)v^{n}}
{\displaystyle (1+i)S=v+2v^{2}+\cdots +(n-1)v^{n-1}.}
Consideriamo la differenza tra la seconda e la prima identità:
{\displaystyle iS=v+v^{2}+\cdots +v^{n-1}+v^{n}-nv^{n}}
{\displaystyle \Rightarrow S={\frac {a_{{\bar {n}}|i}-nv^{n}}{i}}.}
Quindi il valore attuale è:
{\displaystyle A=Ra_{{\bar {n}}|i}+\Delta {\frac {a_{{\bar {n}}|i}-nv^{n}}{i}}.}
Nel caso la rendita fosse perpetua, passando al limite si ha:
{\displaystyle \lim _{n\to +\infty }Ra_{{\bar {n}}|i}+\Delta {\frac {a_{{\bar {n}}|i}-nv^{n}}{i}}={\frac {R}{i}}+{\frac {\Delta }{i^{2}}}.}

#### Valore attuale di una rendita con rate variabili in progressione geometrica
Una rendita annua posticipata di rata {\displaystyle \displaystyle R>0}, variabile in progressione geometrica di ragione {\displaystyle \displaystyle q>0}, ha valore attuale:
{\displaystyle A:=Rv+Rqv^{2}+\cdots +Rq^{n-1}v^{n}=\sum _{k=1}^{n}Rq^{k-1}v^{k}.}
Osserviamo che, se {\displaystyle \displaystyle qv=1}, allora:
{\displaystyle A=\underbrace {Rv+Rv+\cdots +Rv} _{n{\text{ volte}}}=nRv.}
Se invece {\displaystyle qv\neq 1}, allora - raccogliendo {\displaystyle \displaystyle Rv} a fattor comune - si ha:
{\displaystyle A=Rv\left(1+qv+\cdots +(qv)^{n-1}\right).}
In parentesi riconosciamo la somma di {\displaystyle \displaystyle n} termini in progressione geometrica di ragione {\displaystyle \displaystyle qv}, e quindi:
{\displaystyle A=Rv{\frac {1-(qv)^{n}}{1-qv}}.}
Nel caso la rendita fosse perpetua, passando al limite si ha:
{\displaystyle \lim _{n\to +\infty }Rv{\frac {1-(qv)^{n}}{1-qv}}={\frac {R}{u-q}},}
dove {\displaystyle \displaystyle u=1+i.}